# Diéthylmercure
Le diéthylmercure est un composé chimique de formule CH3CH2HgCH2CH3. Cet organomercuriel est neurotoxique et se présente sous la forme d'un liquide très inflammable presque incolore et pratiquement insoluble dans l'eau. Ses vapeurs forment un mélange explosif avec l'air. C'est un analogue de l'éther diéthylique dans lequel l'atome d'oxygène est remplacé par du mercure. Il se décompose par chauffage ainsi que, lentement, lorsqu'il est exposé à la lumière.
Le diéthylmercure peut être obtenu par réaction de bromure d'éthylmagnésium CH3CH2MgBr avec du chlorure de mercure(II) HgCl2 :
2 C2H5MgBr + HgCl2 ⟶ Hg(C2H5)2 + MgBr2 + MgCl2.
On connaît plusieurs autres voies de synthèse du diéthylmercure.